# VitaminX
『VitaminX』（ビタミンエックス）は、2007年3月29日にPlayStation 2用にディースリー・パブリッシャーから発売された恋愛アドベンチャーゲーム。

## 概要
開発はヒューネックス。原画は前田浩孝、シナリオはStory Works 大坂尚子・じんこ・小松千寿子。乙女ゲームでは珍しくキャラクターデザインが男性である。
2008年3月27日に、新規イベントが追加（既存のボイスは一部カット）されたニンテンドーDS版『VitaminX Evolution』（ビタミンエックスエボリューション）が発売。本来の攻略対象である生徒6人 (B6) に加え、教師6人 (T6) の攻略も可能となった。2008年10月30日にミニゲーム集『VitaminY』が発売され、2009年3月26日には、主人公と攻略対象が一新された（B6はサブキャラで登場）続編『VitaminZ』が発売された。2010年9月9日には、PlayStation Portableへの追加要素を含む移植版である『VitaminX Evolution Plus』が発売された。2011年2月24日にファンディスクとなるPSP用のソフト『Vitamin XtoZ』が発売された。また、2012年8月20日にPS2版をベースにしたスマートフォン（iPhoneおよびAndroid端末）向けアプリ（月額制）をリリースした。また、2013年12月12日に『Evolution Plus』のニンテンドー3DS版が発売。

## ストーリー
主人公・南悠里は私立聖帝学園の教師。赴任して2年、中等部から高等部グラマー担当に昇格した。校長や学年主任から不自然な歓迎を受ける悠里だったが、それには理由があった。聖帝学園は幼稚舎から大学までエスカレーター式であり、ミッション系のブルジョア校ながら優秀な進学校としても有名な学校。そのため、高い学力レベルについていけなくなる生徒も存在し、悠里が担任となるのはいわゆる「落ちこぼれ」を集めたIII年E組、別名「ClassX」だった。そのクラスで落ちこぼれ達を仕切るのは、全員美形だが超問題児にして超バカ揃いの6人組「B6」。悠里は、そんな彼らに勉強の意味を教え、大学に進学させようと奮闘することとなる。

## 登場人物
声はゲーム・OADの担当声優。演は舞台の担当俳優。

### 主人公
南 悠里（みなみ ゆうり）
声 - 木川絵理子（ドラマCD版） / 生天目仁美（OAD版） / 演 - なし
名前変更可能。聖帝学園グラマー担当教師。24歳。2月26日生まれ。魚座。身長162cm。A型。好きな食べ物はチーズタルト。
中等部で2年間教鞭を取った後、高等部に招かれ、ClassXの担任となった。B6を卒業させようと奮闘する、真面目でしっかり者な性格だが、かなりのドジっ子。方向音痴でもあり、街中や校内でよく迷子になる。隠し事や嘘が苦手で、思考がすぐ表面に出るタイプ。独り言も多い。感受性豊かで母性本能が強く、自分より生徒を案じて行動する傾向がある。自身の料理の味に関して味音痴の傾向があり、趣味の料理は見た目が壊滅的で（絶対に不味いわけではなく、味は成功と失敗の波が大きい）、大学の料理サークルを経て現在も自炊しているが、作った料理は真っ黒だったり光っていたりと、見た目の凄まじい物質となるため口に運ぶまでが最大の難関と思われる。酒にはかなり強く、酔わない。

### B6
真壁 翼（まかべ つばさ）
声 - 鈴木達央 / 演 - 天野浩成
聖帝学園3年生。8月14日生まれ。獅子座。身長184cm。体重67kg。B型。好きな食べ物はチーズ。
B6のリーダーで、真壁財閥の御曹司。裕福な子女が集まる聖帝の中でも飛び抜けた金持ち。自らの財力とルックスに絶対の自信を持ち、金と権力で何でも解決させようとする我侭な性格だが、仲間想い。悠里を貧相な庶民として見下すが、褒められると憎まれ口を叩きながらも喜ぶ。日本人の父とイギリス人の母を持つハーフで、幼少時はイギリスで過ごしていたため、英語は完璧。反面、日本語や日本の慣習は不得手で、間違って覚えている知識も多い。言葉の端々に英単語を混ぜて話す。美貌を生かしてモデルのバイトをしており、洋服のセンスはいいものの、他の趣味はかなり悪い。 母親とは5歳で死別。母を顧みず仕事に没頭していた父に憎しみを感じており、財閥の次期後継者という立場上、金以外の自由を与えて貰えないことが、より深い確執に繋がっている。過去に追い出した11人のClassX担任とは異なり、金で動かない悠里に興味を抱く。
草薙 一（くさなぎ はじめ）
声 - 小野大輔 / 演 - 兼崎健太郎
聖帝学園3年生。4月18日生まれ。牡羊座。身長178cm。体重67kg。O型。好きな食べ物は肉。
面倒見のいいB6の兄貴分。表面的にB6のリーダーは翼（提案と実行担当）だが、実質上彼らの意見を纏める役は一であり、B6の裏リーダー的存在。運動能力が卓越しており、去年まではサッカー部の主将を務めていたが、とある事件で退部。以降、街でケンカに明け暮れる日々を送る。本来は世話焼きで気さくであり、人懐っこい性格だが、事件について触れられると荒々しく豹変する。超がつく記憶力の悪さで、人の名前もよく間違える。無類の動物好きで「聖帝のアニマルマスター」「聖帝のナナツゴロウ」といった異名を持ち、動物に酷いことをする人間を許さない。動物の言葉を理解出来るため、動物の知り合いが多い。二葉・三希という歳の離れた双子の妹がおり、身内や仲間には優しく接する。家族と離れて一人暮らし中。悠里のことは気に入っている一方、自分の事情に踏み込む行動をされると激怒する。
七瀬 瞬（ななせ しゅん）
声 - 鳥海浩輔 / 演 - 磯貝龍虎
聖帝学園3年生。11月22日生まれ。蠍座。身長183cm。体重72kg。A型。好きな食べ物は明太子。
人気のインディーズバンド「ヴィスコンティ」のリーダー。担当はベースだが、歌唱力も高い。バンドに魂をかけており、将来は音楽で生きていくという夢を持っている。クールな性格で、自らの夢に不要な物や人を容赦なく捨てる一面を持つが、意外と真面目。シャイな口下手でもある。怒ると感情的になりやすく、頻繁にいたずらを仕掛けられる清春とは犬猿の仲。一人暮らしで、生計はアルバイトで立てているため、金銭面に非常にうるさく節約術に長ける。プライドが高く他人からの施しは受けないが、食べ物に釣られて頼まれ事を受けることがある。父親は誕生前に他界、唯一の肉親である母親からは育児放棄を受け、愛情に飢えて育ったため、優しさや気遣いに慣れていない。翼同様にツンデレな面が強く、悠里に対しても当初は無関心だが、徐々に彼女の優しさに触れて好意を抱く。シナリオ後半では、悠里に見捨てられることを恐れたり、他のB6メンバーに対して嫉妬をしたりと、依存度や独占欲が強い。
風門寺 悟郎（ふうもんじ ごろう）
声 - 岸尾だいすけ / 演 - 鈴木拡樹
聖帝学園3年生。2月28日生まれ。魚座。身長165cm。体重54kg。AB型。好きな食べ物はイチゴ味のお菓子とハンバーグ。
通称ゴロちゃん。一見すると超美少女だが、実際は女装をした美少年で、心身ともに男の子。化粧や肌ケアやおしゃれに敏感。常に笑顔を絶やさないB6のムードメーカーで、周囲を冷静に見極める才覚があり、人の心の変動にも聡い。過去、女性的な容姿が原因でいじめられていたが、女装を強制された際に周りがあまりの可愛さに驚くほど似合い、いじめも完全に収まったことから、自ら意欲的に女の子らしさを保つ努力をするようになった。周りには隠しているものの孤独を嫌う性格で、傷つきやすくもある。路上販売もしている趣味のイラスト描きは、コンクールで賞を取るほど上手く、美大に進学して本格的に絵を学びたいという夢も持つ。ポペラ語と呼ばれる特徴的な口癖を織り交ぜて会話する。普段は高い声質だが、怒ったり驚いたりすると急に声が低くなる。B6の中では悠里に最初から好意的で、他のメンバーとの橋渡しになることも多い。
仙道 清春（せんどう きよはる）
声 - 吉野裕行 / 演 - 西村ミツアキ
聖帝学園3年生。5月9日生まれ。牡牛座。身長174cm。体重65kg。B型。好きな食べ物はグレープフルーツ味のガム。
「聖帝の小悪魔」「クラッシャーキヨハル」の異名を持ち、悪質ないたずらを繰り返す問題児。誰に対しても挑発的で言葉遣いが非常に悪い。B6の中では反応が面白い瞬を標的にする一方で、嫌味が通じない悟郎やいたずらが全く通用しない衣笠は苦手。生来の優れた記憶力は、いたずらとバスケにしか発揮されない。運動神経が抜群に良く、特にバスケは天才的。学園のバスケ部には名前だけ登録してあるものの、周りのレベルが低すぎるとの理由で入部しておらず、気が向いた試合のみ助っ人で参加する。天才ゆえに一度も努力をしたことがなく、才能のない他人を凡人と見下す一方、身長の低さが原因でプロ入りは諦めており、決して満たされないジレンマを抱えている。長所などないように周りには見られるが、自分が気に入った（歪んだ愛情表現としてのいたずらをする）相手に、他人が文句をつけたり、泣かせたりすることは決して許さない。悟郎以外のB6を苗字の略称で呼ぶ。自分のいたずらに怯まず、何度災難に遭わせても負けない悠里を、今までにないオモチャとして気に入っている。
斑目 瑞希（まだらめ みずき）
声 - 菅沼久義 / 演 - 渡部紘士
聖帝学園3年生。7月1日生まれ。蟹座。身長188cm。体重73kg。AB型。好きな食べ物はシーザーサラダ（のがりがり）。
無口かつ無表情で、時間と場所に関係なく眠る。幼い頃に受けたトラウマから極度の人嫌いで、寝ていても触れられそうになると反射的に起きる。自ら人と関わることはほとんどなく、発言自体が珍しい。B6でも、動物との会話が可能な一としかコミュニケーションが取れない。唯一の親友は常に一緒にいる白トカゲのトゲー。本人に代わり、トゲーが返事をすることも多い。どこからともなく白い爬虫類を呼ぶ能力を持っており、特に感情が高ぶると大量の爬虫類を召喚する。呼び寄せられた爬虫類は、人を襲ったり互いに捕食し合ったりすることはなく、しばらくして落ち着くと自然に去っていく。記念日に限り、パンダや白熊など、意図的に哺乳類も召喚出来る。無理にでも瑞希を人前に出して慣れさせるという理由で、スタジオに連行する翼と一緒にモデルのバイトをしているが、本人は面倒だと思っている。特技はタロット占いでよく当たるらしい。当初、悠里のことは煩わしがって相手にせず、行動を予測して避けていたものの、方向感覚のない彼女に偶然捕まることも多かった。保身を考えない悠里の真っ直ぐな優しさに触れていくうち、心を開き始める。

### T6
葛城 銀児（かつらぎ ぎんじ）
声 - 杉田智和 / 演 - 萩野崇
国語担当。27歳。12月20日生まれ。射手座。身長178cm。体重70kg。O型。好きな食べ物はお好み焼き、焼きそば、たこ焼き。
ホストのような派手な外見をしており、性格もノリがよく大の女好き。悠里や、男性でも美女に見える衣笠に毎日アプローチをしているが、その度に受け流され、他の教師からは虐げられている。ギャンブルに嵌っており、給料を全て競馬やパチンコに費やすため、借金で首が回らず、現在は鳳の家に居候中。手マイクによるエコーを利かせた喋りが癖。一見ちゃらんぽらんで軽いが、実際は真面目でシャイであり、時折真剣な一面も見せる。自分より背が高い翼に絡むことが多い。実は翼の父方の叔父にあたる。
鳳 晃司（おおとり こうじ）
声 - 井上和彦 / 演 - 竹岡常吉
地理・歴史担当。31歳。1月31日生まれ。水瓶座。身長185cm。体重74kg。AB型。好きな食べ物は刺身。
いつも優しい笑みを浮かべ、物腰の優雅さから「微笑みの貴公子」として生徒に慕われている。誰に対しても親切で生徒の相談にも親身に乗っているが、居候の葛城を容赦なく出席簿の角で叩いたりするなど、バイオレンスな一面もある。葛城の借金返済のため、給料の管理などは全て鳳が請け負っている。サッカー部をやめて以降、すっかり荒れた一の豹変振りに心を痛めている。
九影 太郎（このかげ たろう）
声 - 三宅健太 / 演 - 須藤智彦
理科担当。30歳。10月6日生まれ。天秤座。身長190cm。体重84kg。B型。好きな食べ物は梅干し。
長身と強面のためヤクザに間違えられやすい。よくB6からハゲと言われる髪型だが、本人は坊主だと主張している。何事にも大雑把で面倒臭そうな態度を取る一方で、生徒思い。特に瞬の複雑な家庭環境を気にかけている。実家は華道の家元だが、花を生けようとすると剣山が針ごと曲がるなど、上手く生けられたことがない。子供受けが悪く、家に顔を出すたびに親戚の子供に泣かれている。幼少時は家のしきたりで女の格好をしており、当時の写真を見た葛城が一目惚れをし、衣笠や二階堂が賞賛するほどの端麗な容姿だったが、当時から背が高く、不気味な雰囲気も漂わせていた。
二階堂 衝（にかいどう しょう）
声 - 織田優成 / 演 - 下塚恭平
公民担当。28歳。9月13日生まれ。乙女座。身長179cm。体重66kg。A型。好きな食べ物は豆腐料理。
通称「クールビューティ」。知的で、何事にも冷静に対処する神経質な性格であり、がさつな葛城とは犬猿の仲。職務に厳しく生真面目で、悠里にもよく小言を言うため冷たい印象を与えるが、彼女には初対面から好意を抱いており、教師として成長するように陰ながら応援している。恋愛に対しては健気で一途な面もある。大学時代は落語研究会の部長を務め、現在も落語や手品を得意とする。密かに可愛いものが好き。悟郎の女装を苦々しく思い、奔放な行動に振り回されているが、彼の繊細な心は理解している。下戸のため酒は苦手だが、悠里の歓迎会などでは場の空気を読み飲んでいる。
衣笠 正次郎（きぬがさ しょうじろう）
声 - 宮田幸季 / 演 - 樋口武彦
数学担当。36歳。6月2日生まれ。双子座。身長168cm。体重59kg。B型。好きな食べ物は冷製スープ。
一見20代にしか見えないが、聖帝教師陣の中では最年長。女性と見間違えるほどの美形で、学校内外に多くのファンがいる。よく見知らぬ人から貢物をされ、学生時代には島も貰った。いつも微笑んでおっとりとしているが、笑顔で酷いことをさらりと言い、しつこくアプローチする葛城を攻撃するなど、かなり腹黒い性格。普段は所持しない携帯電話を取り出すと必ず何かが起こる。自らを「空から降ってきた」と言ったり、伝説上の場所や人物と接点を持っていたりと、作品内で最も謎が多い人物。聖帝の小悪魔と称される清春から「オバケ」と呼ばれ、唯一恐れられる相手でもある。
真田 正輝（さなだ まさき）
声 - 阪口大助 / 演 - 上杉輝
外国語担当。26歳。7月25日生まれ。獅子座。身長173cm。体重64kg。O型。好きな食べ物はカレーライス。
あだ名は「アイドル教師」。教師陣では一番若く、頼りない印象が強い。まだ学生気分が抜けておらず、生徒に間違えられることもある。大学時代の先輩で、同じ落語研究会に所属していた二階堂のようなクールな男に憧れているが、熱血漢で感情が表に出やすい性格。悠里とは彼女が教職の面接を受けた5年前に出会い、その頃から好意を寄せており、よくデートの誘いを試みるものの、周りの邪魔と本人の照れ屋な性分から空回りが続く。校内では、二階堂主催の「真田先生を見守る会」と瑞希主催の「真田先生を邪魔する会」の2つが設立されている。他人と関わろうとしない瑞希に積極的に話しかけているが、子犬呼ばわりされるなど、相手にされていない。

### その他
永田 智也（ながた ともや）
声 - 三浦祥朗 / 演 - 中島徹
翼に付き従う専属の秘書。神出鬼没で、翼の一声でどこにでも現れ、命令には必ず従う。秘書としての能力は極めて優秀で、教員免許など100種以上の資格を持っている。礼儀正しいが、強かな面も持っており、翼の行いを正すため悠里を利用することもある。日本に慣れていない翼の質問に適当な答えを返した結果、そのまま間違った知識として植えつけられているものも多い。
トゲー
声 - 西脇保 / 演 - なし
瑞希の親友の白トカゲ。何故か鳴く。トカゲとは思えないほど賢い。
パウ
声 - 根本幸多 / 演 - なし
悟郎の飼っているミニチュアダックスフント。悟郎のイラストのモデルになることも多い。

## OAD
『VitaminX Addiction』のタイトルで、2011年に全3巻で発売された（DVDのみ）。
2013年12月27日、2014年1月10日・17日にTOKYO MXにてテレビ放映されているが、放送時間の都合により一部シーンがカットされている。
- 原作 - D3 Publisher
- 監督 - 川口敬一郎
- シナリオ - StoryWorks
- キャラクター原案 - 前田浩孝
- キャラクターデザイン・作画監督 - 菊池聰延
- 音楽制作 - ランティス
- アニメーション制作 - ノーマッド

## 舞台
『劇団VitaminX 〜Legend Of Vitamin〜』のタイトルで、2010年9月26日から10月4日にかけて前進座劇場にて全13回公演。
- 原作 - 「VitaminX」ディースリー・パブリッシャー
- 脚本 - 葛木英
- 演出 - なるせゆうせい
- 運営 - ダモアエムシープロモーション
- プロモーション - H.I.P.
- 制作 - オフィスインベーダー
- 企画・製作 - ダモアエムシープロモーション／オフィスインベーダー
- 舞台監督 - 西廣奏
- 照明 - 加藤学
- 舞台美術 - 照井旅詩
- 音楽 - YODA  Kenichi
- 音響 - 田中亮大
- 制作 - 五十嵐珠実
- エグゼクティヴプロデューサー - 和田敦也

## 関連アイテム

### 音楽CD
- VitaminX オリジナルサウンドトラック（KDSD-00132）
- RED DISK ※期間限定通販商品
- BLUE DISC ※期間限定通販商品
- キャラクターCD
  - SILVER DISC -葛城銀児&衣笠正次郎&真田正輝-（KDSD-00148）
  - GOLD DISC -鳳晃司&二階堂衝＆九影太郎-（KDSD-00147）
  - DIAMOND DISC -翼と一-（KDSD-00149）
  - SAPPHIRE DISC -GAM。- (KDSD-228)
  - RUBY DISC -ナナキヨ- (KDSD-00215)
  - ベストアルバム〜GREATEST HITS〜（通常盤KDSD-00245・初回生産
- 主題歌「真夜中救世主-ミッドナイトサルヴァトーレ-」/翼と一（KDSD-00185）限定版KDSD-00243-244）
- OAD VitaminX Addiction 先行キャラクターソング 
  - vol.1 「堕天使ハニー」/真壁翼 (LACM-4781)
  - vol.2 「100Vの愛衝撃」/草薙一 (LACM-4782)
  - vol.3 「RightNow、RightLove!」/七瀬瞬 (LACM-4786)
  - vol.4 「限界ナイトメア」/仙道清春 (LACM-4787)
  - Vol.5 「Romantic Metamorphoze」/風門寺悟郎 (LACM-4793)
  - Vol.6 「熱烈LIPS」/斑目瑞希 (LACM-4794)
- OAD VitaminX Addiction
  - Act.1 ED「学園(デイドゥリーム)フロンティア」/翼&一 (LACM-4841)
  - Act.2 ED「友情(ULIT∞MATE)VOLCANO」/瞬&清春 (LACM-4851)
  - Act.2 挿入歌「KEEP OUT」収録シングル「JUSTxxx」/ヴィスコンティ (LACM-4852)
  - Act.3 ED「青春ハッピネス」/悟郎&瑞希 (LACM-4853)
- VitaminX Addiction 後行キャラクターソングアルバム リターンズ-帰ってきたT6- (LACA-15163)
- PSP版 VitaminX Detective B6 主題歌「探偵√CODE」/翼と一 (D3PR-25)
- VitaminX Character Song CD That’s エンターテイメント! B6&T6SHOW #1
  - #1 ～翼と葛城/一と鳳～ (D3PR-29)
  - #2 ～瞬と九影/清春と衣笠～ (D3PR-31)
  - #3 ～悟郎と二階堂/瑞希と真田～ (D3PR-33)
  - #4 ～VitaminXのテーマ/永田～ (D3PR-35)
- Memories of Vitamin ～opening&ending music box～(D3PR-39)

### ドラマCD
- Ultraビタミン
  - 1（KDSD-00133）
  - 2 Maximum馬鹿（ビタミン）
  - 3 最後?の笑戦 （KDSD-00217）
- LOST Vitamin〜甘くてHなビタミン剤〜
  - PART1（VGCD-0088）
  - PART2～忠々変化B六乃浮橋 (VGCD-0140）
- Dramatic CD Collection VitaminX ラブビタミン
  - 1〜眠り姫スクランブル〜（MACY-2150）
  - 2〜ホワイトデーくらいしす？〜（MACY-2154）
- Dramatic CD Collection VitaminX
  - 1ハニービタミン〜白雪姫フォーエバー〜（MACY-2158）
  - 2～内緒のフェアリーテール～ (MACY-2167)
- 「Perfect Vitamin!・タイムトラベル・こんびねーしょん」 期間限定通販商品
- VANQUISH FORBIDDEN∞LOVE（KDSD-00200）
- Dramatic CD Collection VitaminX・デリシャスビタミン
  - 1〜ドキドキ★ラブトラブル〜 (MACY-2179)
  - 2〜トキメキ★ラブトラベル〜 (MACY-2182)
- VitaminX-Z ドラマCD SADISTIC SIDE (VGCD-173)
- VitaminX-Z「～秘密倶楽部でつかまえて～MASOCHISTIC SIDE～」(VGCD-174)
- ハイパービタミン ～ときめき★ウォーターウォーズ～ (KDSD-00391)
- Dramatic CD Collection VitaminX-Z・キャンディビタミン
  - 1～翼と天十郎　君はいつでもストロベリー・キッス～ (MACY-2188)
  - 2～瑞希と慧　いますぐここでミルキースイート～(MACY-2189)
  - 3～一と千聖 恋はスパークリング・コーラ～ (MACY-2190)
  - 4～悟郎とアラタ 目を閉じたらチョコレート・マジック～ (MACY-2191)
  - 5 ～瞬と八雲　内緒のオレンジ・タイム～ (MACY-2194)
  - 6 ～清春と那智　恋はいつでもロシアンティー～ (MACY-2195)
- Dramatic CD Collection VitaminX-Z・カクテルビタミン
  - 1～真田と加賀美 君はリトルプリンセス～ (MACY-2905)
  - 2～鳳と佐伯 今夜はお休みラストキッス～ (MACY-2906)
  - 3～九影と上條 愛しのホワイトレディ～(MACY-2907)
  - 4～二階堂と桐丘 微熱のピニャコラーダ～ (MACY-2908)
  - 5～衣笠と天童 キス・イン・ザ・ダーク～ (MACY-2909)
  - 6～葛城ときめきのXYZ/永田 2人の逢瀬でラヴィアンローズ～ (MACY-2910)
- VitaminX Addiction 先行ドラマCD -30分で分かるVitaminX(ミニッツビタミン)-(LACA-15119)
- VitaminX Detective B6 
  - Vol.1 (D3PPR-23)
  - Vol.2 (D3PR-24)
  - ～囚われた所長を奪還せよ～ (KDSD-00538)
- VitaminX×羊でおやすみシリーズ
  - Vol.1 トゲーと一緒におやすみ(HO-0026)
  - Vol.2 川の字でおやすみ/宿直室でおやすみ(HO-0027)
  - Vol.3 猫にゃんでおやすみ/魔法の呪文でおやすみ(HO-0028)
  - Vol.4 翼を休めておやすみ(HO-0031)

### DJCD
- ラジオCD VitaminX RadioFiction Vol.1 (通常盤:TBZR-23/アニメイト限定盤:TBZR-24)
- ラジオCD VitaminX RadioFiction Vol.2 (通常盤:TBZR-106/アニメイト限定盤:TBZR-107)
- ラジオCD VitaminX RadioFiction Vol.3 (通常盤:TBZR-110/アニメイト限定盤:TBZR-111)

### DVD
- VitaminX いくぜっ！トキメキ★フルバースト イベントDVD
- VitaminXtoZ いくぜ!究極(ハイパー)★エクスプローション イベントDVD
- VitaminX 修学旅行 in 沖縄! バラエティDVD
- 劇団VitaminX 公演DVD
- OAD VitaminX Addiction OAD DVD
  - Act.1
  - Act.2
  - Act.3
- VitaminX いくぜっ！トキメキ★フルバースト リピート
- VitaminX いくぜっ! 極上(ウルトラ)★アディクション　イベントDVD
- VitaminX いくぜっ!キラメキ★フルバースト 俺たちENDLESSX!! イベントDVD
- 5th Anniversary Event of Vitamin Series DVD
- VitaminX B6緊急ミーティング＆ライブ!?イベントDVD

### 書籍
- VitaminX 公式ビジュアルファンブック（ISBN 9784757736054）
- Vitamin Vanity Collection
- VitaminX Evolution コンプリートガイド（ISBN 9784757742123）
- 漫画『VitaminX』（ISBN 9784757741140）
- VitaminX 私立聖帝学園生徒手帳（ISBN 9784757741294）
- VitaminX Evolutionアンソロジー イケメン教師陣編（ISBN 978-4904293010）
- VitaminX Evolution VANQUISH パーフェクトガイドブック〜真夜中救世主アナザーワールド〜（ASIN B00158RBCQ）
- VitaminY 公式ビジュアルファンブック（ISBN 978-4757747012）
- VitaminXシリーズ THE 公式ファンブック（ASIN B00M2DLUMK）
- VitaminXtoZ 公式ビジュアルファンブック（ISBN 978-4047272514）
- OAD VitaminX Addiction 公式ファンブック（ISBN 978-4391632040）

### アプリ
- iPhone端末向け
  - VitaminX -添い寝カレシ-（2012年10月15日配信開始）アプリ内課金あり
- Android端末向け
  - VitaminX -添い寝カレシ- 真壁翼編（2012年11月29日配信開始）
  - VitaminX -添い寝カレシ- 草薙一編（2013年2月8日配信開始）
  - VitaminX -添い寝カレシ- 七瀬瞬編（2013年2月15日配信開始）
  - VitaminX -添い寝カレシ- 仙道清春編（2013年2月25日配信開始）
  - VitaminX -添い寝カレシ- 風門寺悟郎編（2013年2月28日配信開始）
  - VitaminX -添い寝カレシ- 斑目瑞希編（2013年3月8日配信開始）
- iPhone・Android両対応
  - スマホカレシ VitaminX（2013年1月29日より期間限定配信）
  - VitaminX　LINEスタンプ（2015年3月12日配信開始）

### クレジットカード
- 三井住友カードとのコラボレーションで、VitaminXのデザインカードが2010年2月22日に発売された。2016年5月18日に新デザインカードの申し込みを募集している。それぞれキャンペーンも行った。

## イベント
- VitaminX いくぜっ!トキメキ☆フルバースト (2007年6月24日 日本青年館大ホール)
- VitaminX いくぜっ!トキメキ☆フルバースト Evolution (2008年7月20日 東京厚生年金会館大ホール)
- VitaminXtoZ いくぜっ!究極（ハイパー）★エクスプロージョン (2010年9月12日 幕張メッセ 幕張イベントホール)
- VitaminX いくぜっ!極上(ウルトラ)★アディクション (2011年9月4日 幕張メッセ 幕張イベントホール)
- VitaminX いくぜっ!キラメキ★フルバースト 俺たちENDLESSX!! (2012年9月9日 幕張メッセ 幕張イベントホール)
- VitaminX B6緊急ミーティング!? (2013年2月2日 舞浜アンフィシアター）
- VitaminX B6キックオフMTG! (2017年9月16日 日本青年館ホール)
- VitaminX いくぜっ!無敵(ミラクル)★デスティネーション(2018年4月15日 舞浜アンフィシアター)